# Krieg ohne Schlacht
Krieg ohne Schlacht – Leben in zwei Diktaturen – Eine Autobiografie lautet der vollständige Titel des bei weitem umfangreichsten Textes des Dramatikers Heiner Müller (1929–1995).

## Entstehung
Nach langem Drängen und der Zusage eines „schönen Vorschusses“ (Ziemer) verpflichtete sich Müller auf der Frankfurter Buchmesse 1990 gegenüber Kiepenheuer & Witsch zur Mitarbeit an einer Autobiografie. In einem Brief des Cheflektors Helge Malchows (heute Verleger) an Heiner Müller, datiert vom 7. Mai 1990, findet sich im Archiv der Akademie der Künste Berlin (die Heiner Müllers künstlerischen Nachlass beherbergt) die erste schriftliche Erwähnung des Projektes. Aus dem Brief geht hervor, dass das Buch von vornherein als autobiografisches Interview geplant war.
Ende Januar, Anfang Februar 1991 trafen Heiner Müller, Helge Malchow, seine Sekretärin Renate Ziemer sowie seine ehemalige Schwägerin, die Schriftstellerin Katja Lange-Müller im Ferienhaus des KiWi-Verlegers Neven du Mont für vierzehn Tage auf La Palma zusammen, um die autobiografischen Interviews zu führen. Diese Gespräche stellen die primäre stoffliche Basis für die Entstehung von Krieg ohne Schlacht dar.
Dem Interview-Marathon folgte die Transkription der Bänder. Die Tonbandabschriften wurden von Helge Malchow, Katja Lange-Müller und Renate Ziemer einer ersten Redaktion unterworfen. Die Überarbeitung der entstandenen Rohfassung erfolgte in mehreren Arbeitsschritten im Frühjahr 1992 auf Lanzarote und in Berlin. Müller zog zu dieser Arbeit neben Helge Malchow seinen Regie-Assistenten, Stephan Suschke, hinzu.
Ein handschriftlicher Briefentwurf an Helge Malchow zeigt Heiner Müllers Resignation angesichts der ihm bevorstehenden Aufgabe der Endredaktion. Zeitweilig erwog er, das Projekt aufzugeben. An Helge Malchow schrieb er: „Ich zahle dem Verlag das Geld zurück + wir machen eine Presseerklärung (die vielleicht eine bessere Presse bringt als d[as] Buch) + vergessen das Ganze.“ (HMA 4480) Der entscheidende Punkt für Heiner Müller, den Text dennoch zur Publikation freizugeben, mag unter anderem in diesem Brief selbst begründet liegen. Die Formulierung der Zweifel und das explizite Eingeständnis des Scheiterns im Nachwort zu Krieg ohne Schlacht gehen auf diesen Brief zurück. Sie ermöglichten es Müller, auf einem Feld „jenseits“ von Literatur zu operieren, ohne den eigenen künstlerischen Anspruch aufgeben zu müssen.
Im Schlusswort der Druckfassung beruft sich Müller in einer Danksagung explizit auf den kollektiven Entstehungsprozess von Krieg ohne Schlacht. Es scheint hinsichtlich des Stellenwertes der redaktionellen Zusammenarbeit versöhnlicher als der Briefentwurf an Helge Malchow, kommt jedoch ohne die Problematisierung des Literaturbegriffs nicht aus. „Ich danke Katja Lange-Müller, Helge Malchow, Renate Ziemer und Stephan Suschke für ihre Arbeit. Sie haben mehr als tausend Seiten Gespräch, das über weite Strecken auch Geschwätz war, auf einen Text reduziert, den ich überarbeiten, wenn auch in der mir zur Verfügung stehenden Zeit nicht zu Literatur machen konnte.“ (Krieg ohne Schlacht, S. 366f.)
Mitte Juni 1992 kam das Buch auf den Markt. Nach der um ein Dossier mit Stasi-Unterlagen erweiterten Taschenbuchausgabe von 1994 erschienen Übersetzungen in Frankreich (1996) und Brasilien (1997). Im Herbst 2005 erschien KRIEG OHNE SCHLACHT als Band 9 der Werkausgabe bei Suhrkamp. Neben dem Anhang der Erstausgabe und dem Dossier der erweiterten Auflage von 1994, enthält der Suhrkamp-Band zum ersten Mal entstehungsgeschichtliches Material. Neben einem Vorwortentwurf und der Synopse zweier früherer Textfassungen des späteren Kapitels „Die Macht und die Herrlichkeit“, nimmt Herausgeber Frank Hörnigk in einer „Editorischen Notiz“ Stellung zu einer Vielzahl von Notizen und Dokumenten aus dem Entstehungszusammenhang. Das Namensregister wurde in dieser Ausgabe um ein Werkregister ergänzt.

## Titel
Der Titel zitiert einen Romantitel von Ludwig Renn. Renns Roman Krieg ohne Schlacht war 1957 im Verlag Das neue Berlin erschienen. Ein Bezug, der Müllers Titel eher gewachsen scheint als die Verfolgung der falschen Fährte eines Arnold Friedrich Vieth von Golßenau (so der bürgerliche Name des aus einem sächsischen Adelsgeschlecht stammenden Ludwig Renn), findet sich bei Gilles Deleuze, der mit Blick auf seine eigene Arbeit als Philosoph von einem „Krieg ohne Schlacht“ (Unterhandlungen, S. 7) spricht.
Ein weiteres Zitat ist der Autobiografie als Motto vorangestellt: „Soll ich von mir reden Ich wer / Von wem ist die Rede wenn / Von mir die Rede geht Ich wer ist das“. Es entstammt Müllers Stück Verkommenes Ufer Medeamaterial Landschaft mit Argonauten (1982).

## Rezeption
Zum Zeitpunkt seines Erscheinens ist Krieg ohne Schlacht ein Buch der Stunde und nicht nur der umfangreichste, sondern auch meistgelesene Text Heiner Müllers. Geschuldet ist dies vor allem dem Interesse an einer Person des öffentlichen Lebens, die die Vereinigung Deutschlands in der Wendezeit pointiert kommentiert. Als Präsident der Akademie der Künste (Ost) und Direktoriumsmitglied des Berliner Ensembles genießt Müller Anfang der neunziger Jahre volle Aufmerksamkeit in Presse und Fernsehen. Hinzu kommt der hysterische Aufschrei der Medien, als Heiner Müller Ende 1991 der absurde Vorwurf trifft, Stasi-Informant gewesen zu sein.
Von der einschlägigen Forschung wird Krieg ohne Schlacht zumeist als gültiger Beleg der Intention müllerschen Schreibens herangezogen. Die poetische Dimension des Textes wird dabei nur unzureichend reflektiert oder gänzlich missachtet. Daraus ergibt sich die Fehlrezeption des Textes als Protokoll eines Lebens. Einer solchen Sichtweise muss die grundsätzliche poetische wie poetologische (Müllers Texte sind immer beides zugleich) Neuausrichtung der Selbstreflexion, respektive Selbstästhetisierung im Spätwerk Heiner Müllers entgehen, zumal die Selbstanalyse bei Müller nie unabhängig von den historisch-gesellschaftlichen Prädispositionen des Individuums stattfindet.

## Ausgaben
- Heiner Müller: Krieg ohne Schlacht. Leben in zwei Diktaturen. Kiepenheuer & Witsch Verlag, Köln 1992, ISBN 3-462-02172-9.